# Échangeur de Jemappes
L'échangeur de Jemappes est un échangeur situé à Mons en Belgique entre l'A7 (E19) et le R5. Il constitue un échangeur important sur les axes routiers E42 et E19. Les trois directions vont, en partant de l'ouest, vers Valenciennes, Bruxelles et Maubeuge.